# Il giudice ragazzino
Il giudice ragazzino és una pel·lícula italiana dirigida per Alessandro Di Robilant, estrenada el 1994. L'argument es basa en l'adaptació del llibre epònim de Nando Dalla Chiesa, publicat el 1992.

## Argument
Tracta sobre la història de Rosario Livatino, jove jutge anti-màfia de Sicília, a la zona Canicattì-Agrigent al començament de la dècada del 1980, conegut amb el sobrenom « il giudice ragazzino » el president de la República. Mostra les dificultats burocràtiques i administratives, el poc suport que va rebre entre els dirigents socials i la seva relació amb l'advocada Angela Guarnera.

## Repartiment
- Giulio Scarpati : Rosario Livatino
- Sabrina Ferilli : Angela Guarnera
- Leopoldo Trieste : Sr. Livatino
- Regina Bianchi : Sra. Livatino
- Paolo De Vita : Maresciallo
- Francesco Bellomo : Vincenzo Calò
- Virginia Bellomo : la dona de Saetta
- Giovanni Boncoddo : el jutge Cali
- Gabriella Bove : la dona de Maresciallo
- Antonino Bruschetta : Di Salvo
- Renato Carpentieri : Migliore
- Giacinto Ferro : Gangemi

## Diferències amb la realitat
Per necessitats narratives, s'han canviat els noms d'alguns personatges reals: els caps de la màfia presents a la pel·lícula, Antonino Forte i Giuseppe Migliore, es basen en els dos caps de la màfia de Canicattì Antonio Ferro i Giuseppe Di Caro, aquest últim. molt a prop de la casa de Livatino.

## Reconeixements
- 1994 - David di Donatello[4]
  - Millor actor protagonista a Giulio Scarpati
  - Nominació Millor actriu no protagonista a Regina Bianchi
  - Nominació Millor actor no protagonista a Leopoldo Trieste
- 1994 - Globo d'oro
  - Millor guió a Alessandro Di Robilant, Andrea Purgatori e Ugo Pirro
- 1994 - Festival Internacional de Cinema de Berlín[5]
  - Premi "Blaue Engel" a Alessandro Di Robilant
  - Nominació Os d'Or a Alessandro Di Robilant
- 1995 - Nastro d'argento
  - Nominació Millor productor a Maurizio Tedesco
  - Nominació Millor guió a Andrea Purgatori e Ugo Pirro
  - Nominació Millor actor protagonista a Giulio Scarpati
  - Nominació Millor actor no protagonista a Leopoldo Trieste
  - Nominació Millor actor no protagonista a Renato Carpentieri